# Leland Stanford junior

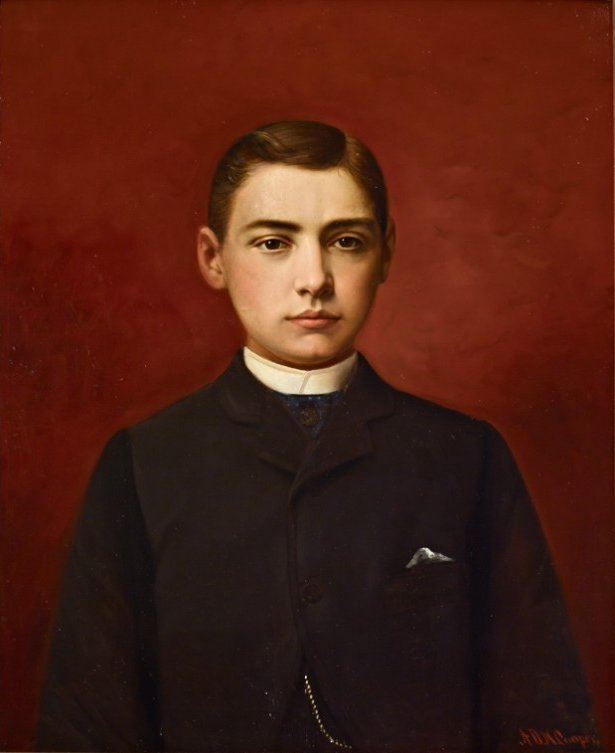
Porträt von Leland Stanford Jr. im Iris & B. Gerald Cantor Center for Visual Arts, Stanford University

Leland Stanford junior (Geburtsname Leland DeWitt Stanford; * 14. Mai 1868 in Sacramento, Kalifornien, Vereinigte Staaten; † 13. März 1884 in Florenz, Italien) war das einzige Kind des kalifornischen Gouverneurs und Eisenbahnunternehmers Leland Stanford und dessen Frau Jane. Nach seinem frühen Tod wurde er zum Namensgeber für die Stanford University.

## Leben

### Kinderjahre
Leland Stanford Jr. wuchs in einer behüteten Umgebung unter der Fürsorge zahlreicher Dienstboten auf. Seine Mutter war bei seiner Geburt 39 Jahre alt, nachdem ihre Ehe 18 Jahre kinderlos geblieben war. Der Junge wurde von Privatlehrern unterrichtet, besaß ein eigenes Pony und eine Kleineisenbahn, die auf einem Gleis von der Familienfarm in Palo Alto zu den Ställen verkehrte. Als Fünfjähriger zog er mit seinen Eltern nach San Francisco in die Nähe des neuen Hauptsitzes der Central Pacific Railroad, der sein Vater als Präsident vorstand. Schon als Kleinkind unternahm er mit seiner Familie tagelange Eisenbahnfahrten durch die USA, später durch ganz Europa. In der familieneigenen Villa im Stadtteil Nob Hill in San Francisco waren im dritten Stock einige Kuriositäten ausgestellt, die er auf seinen Reisen gesammelt hatte. Wie er Luigi Palma di Cesnola, dem ersten Direktor des New Yorker Metropolitan Museum of Art, erklärte, hoffte er, später ein öffentliches archäologisches Museum in San Francisco zu errichten. Als Teenager verkehrte er mit Senatoren, Generälen und Oberrichtern. Neben seinen sportlichen Aktivitäten Schießen, Angeln und Jagen war Leland ein fleißiger Schüler mit Interesse für Französisch, Deutsch und Geschichte. Zur praktischen Ausbildung seines Sohnes meldete ihn sein Vater für einen Buchhaltungskurs an der neu errichteten Privatschule Heald College in San Francisco an.

### Reisen und Tod
Als Einjähriger machte Leland seine erste Eisenbahnreise mit seiner Mutter nach New York, wo Verwandte besucht wurden. Seine erste Grand Tour nach Europa fand 1880/1881 mit seiner Mutter und seinem Lehrer Herbert Nash statt. Wie den erhaltenen Tagebucheintragungen des 13-Jährigen zwischen April und August 1881 zu entnehmen ist, waren die Tage mit Lektionen vormittags, Sightseeing nachmittags, Tanz- und Schwimmunterricht, gelegentlichen Spaziergängen im Jardin des Tuileries sowie einigen Dinners oder Opernbesuchen ausgefüllt. In Italien beeindruckten den Jungen besonders eine Exkursion auf den Vesuv, eine Militärparade zu Ehren von König Umberto I. und eine Audienz bei Papst Leo XIII.
Die zweite Europareise, diesmal mit beiden Eltern und wiederum Herbert Nash, begann 1883 und war von gesundheitlichen Beschwerden der Eltern gekennzeichnet, die Gouverneur Stanford auf Anraten Londoner Ärzte in bayrischen Thermalquellen zu lindern versuchte. Ein Empfehlungsschreiben des Museumsdirektors Cesnola verhalf Leland junior zu zahlreichen Nachmittagen in der Ägyptischen Abteilung des Louvre, wo er mit Hilfe des Ägyptologen Georges Daressy Hieroglyphen zu entziffern lernte. Die Stanfords verbrachten Weihnachten 1883 in Wien und reisten weiter nach Konstantinopel, wo sich Sultan Abdülhamid II. mit Gouverneur Stanford über Eisenbahnbau im Osmanischen Reich beraten wollte. In einem Brief an eine Freundin schildert Leland junior: „Nicht zwei Türken scheinen gleich angezogen zu sein, weil ihre Kleider so unterschiedlich farbig sind … Wir sahen haufenweise Diamanten und einen Smaragd so groß wie Deine Hand.“ Im Januar 1884 kam die Familie in Athen an. Trotz starker Kälte bestand Leland darauf, die Akropolis zu besuchen und den berühmten Archäologen Heinrich Schliemann zu treffen, der eben Ausgrabungen in Troja unternommen hatte. Von Griechenland aus bestieg die Familie ein Schiff nach Italien. Leland hatte sich inzwischen mit Typhus angesteckt, einer zu jener Zeit unheilbaren, mit Fieberanfällen verbundenen Krankheit, deren Auswirkungen von Ärzten in Rom mit Eisumschlägen noch verschlimmert wurden.
Zwei Monate vor seinem 16. Geburtstag starb Leland Stanford Jr. am 13. März 1884 in Florenz. Er wurde im Mausoleum seiner Familie auf dem Gelände ihrer Farm in Stanford bestattet. Ein Jahr später errichteten seine Eltern einen Fonds zur Gründung und Stiftung einer Universität, die 1891 eröffnet und nach ihrem verstorbenen Sohn benannt wurde.